# Mawana
Mawana é uma cidade  no distrito de Meerut, no estado indiano de Uttar Pradesh.

## Geografia
Mawana está localizada a 29° 06′ N, 77° 55′ L. Tem uma altitude média de 221 metros (725 pés).

## Demografia
Segundo o censo de 2001, Mawana tinha uma população de 69,199 habitantes. Os indivíduos do sexo masculino constituem 53% da população e os do sexo feminino 47%. Mawana tem uma taxa de literacia de 53%, inferior à média nacional de 59.5%: a literacia no sexo masculino é de 61% e no sexo feminino é de 44%. Em Mawana, 17% da população está abaixo dos 6 anos de idade.